# زوریخ، هلند
زوریخ (به هلندی: Zurich) یک منطقهٔ مسکونی در هلند است که در سودوست-فریسلان واقع شده‌است. زوریخ ۱۹۰ نفر جمعیت دارد.